# Malaxis
Malaxis là một chi lan gồm khoảng 250 loài.

## Hình ảnh

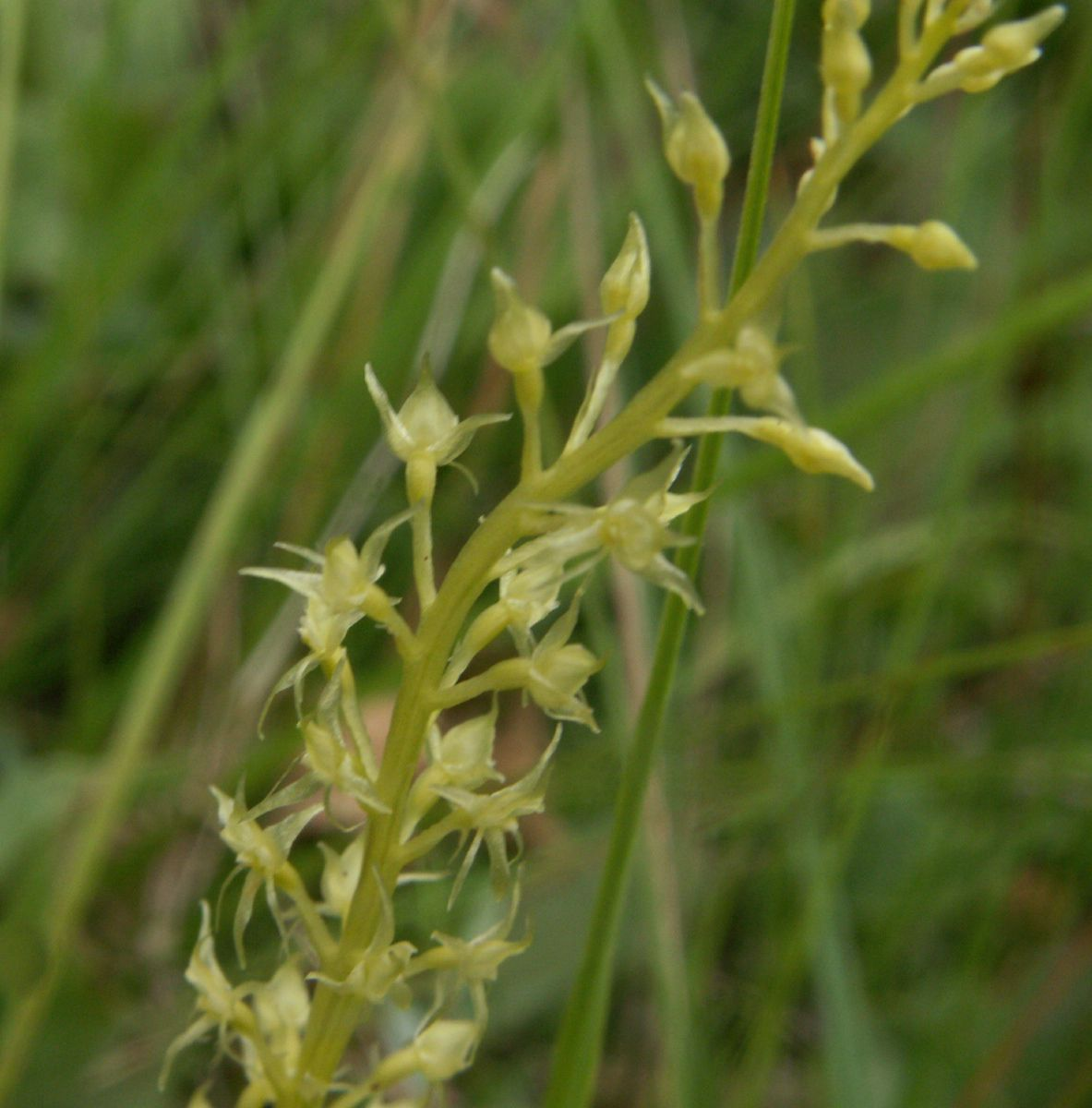

## Danh sách các loài

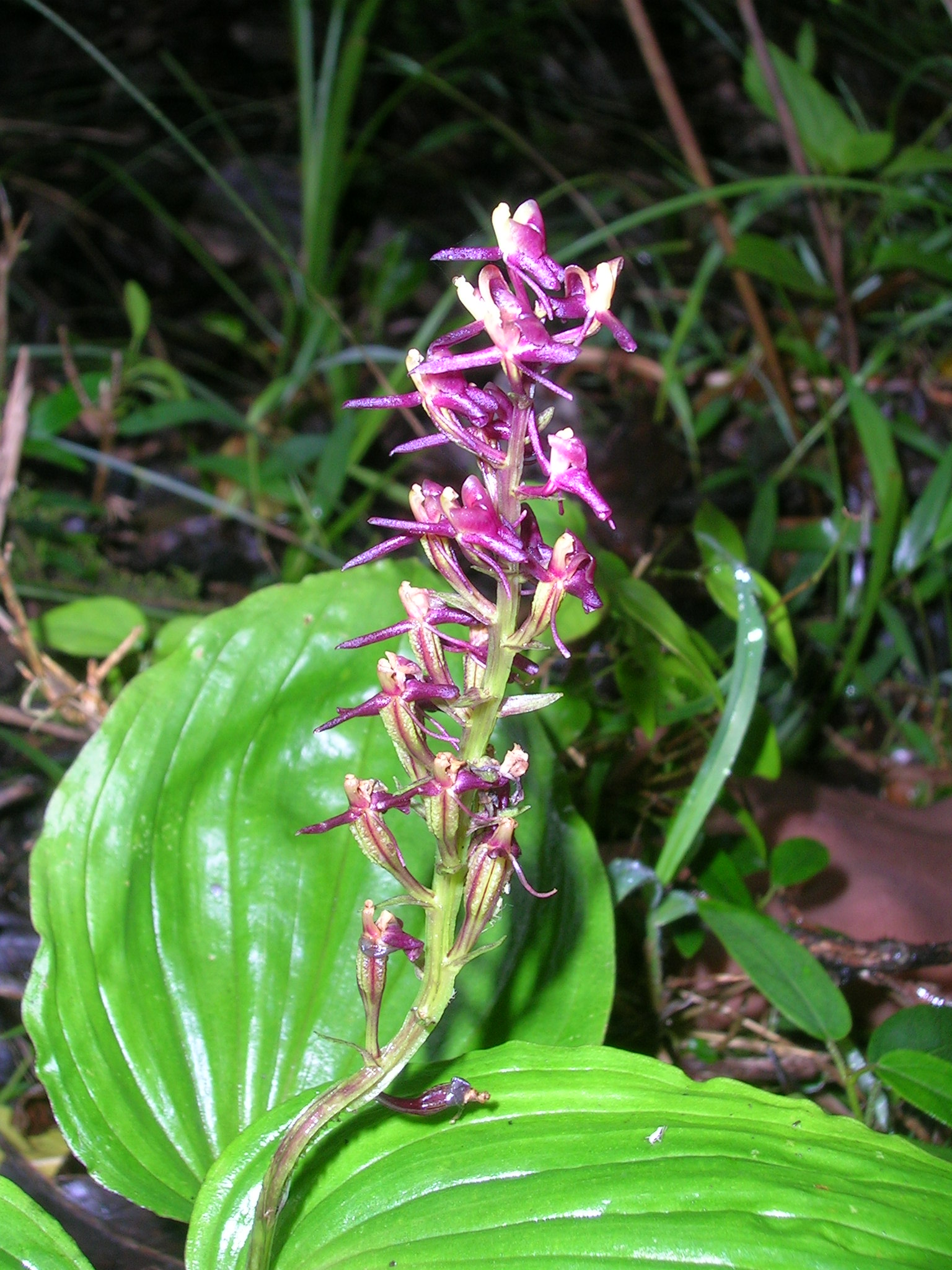
Malaxis densiflora ở Ấn Độ

- Malaxis abieticola
- Malaxis bayardii
- Malaxis corymbosa
- Malaxis monophyllos
- Malaxis paludosa
- Malaxis porphyrea
- Malaxis soulei
- Malaxis spicata
- Malaxis unifolia
- Malaxis wendtii